# حامد روحی‌نژاد
حامد روحی نژاد (زاده ۱۳۶۴ در تهران)، دانشجوی رشته فلسفه و زندانی سیاسی ایرانی است.

## حکم اعدام و زندان
حامد روحی نژاد -دانشجوی دانشگاه بهشتی- در نیمه دوم سال ۱۳۸۷ و پس از بازگشت از سفر به هنگام ورود به ایران به همراه محمدرضا علی زمانی و احمد کریمی به اتهام همکاری با گروهی به نام «انجمن پادشاهی ایران»، بازداشت و به بازداشتگاه ۲۰۹ زندان اوین منتقل شد.
خلیل بهرامیان، وکیل روحی نژاد دربارهٔ زندانی شدن او می‌گوید: «در مورد حامد روحی نژاد این پسر دچار ام اس بسیار سنگین است. حالت نیمه فلج دارد. من خودم دیدم یک چشمش کار نمی‌کند و چشم دیگرش کم سو شده و حتی برای نوشتن گاهی دستش فلج می‌شد و الان در وضعیت بسیار نابسامانی است. این بچه و هم احمد کریمی دو نفر هستند که واقعاً بی گناه بودند و هیچ کاری نکردند و متأسفانه حکم اعدامشان صادر شده‌است.»
در کیفرخواستی که معاون دادستان عمومی و انقلاب تهران روز ۱۷ مرداد ۱۳۸۸ در جلسه محاکمه دومین گروه از متهمان حوادث پس از انتخابات ایران قرائت کرد، از محمدرضا علی‌زمانی، احمد کریمی، حامد روحی نژاد، آرش رحمانی‌پور و امیررضا عارفی به عنوان متهمان مرتبط با انجمن پادشاهی ایران در پرونده نام برده شده بود. در دی ۱۳۸۸ حکم اعدام حامد روحی‌نژاد به ده سال حبس تعزیری کاهش یافت.